# Sách

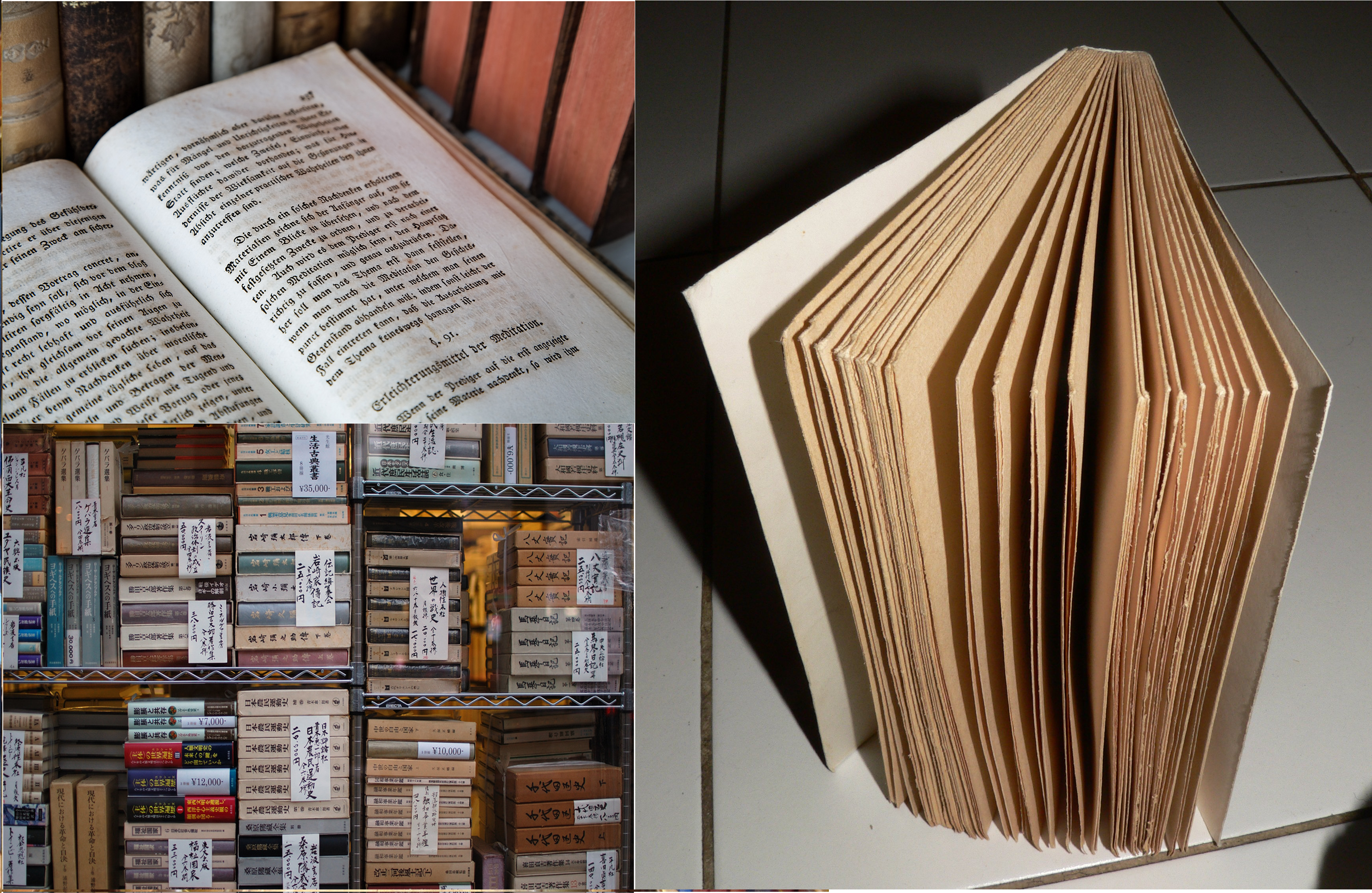
Sách

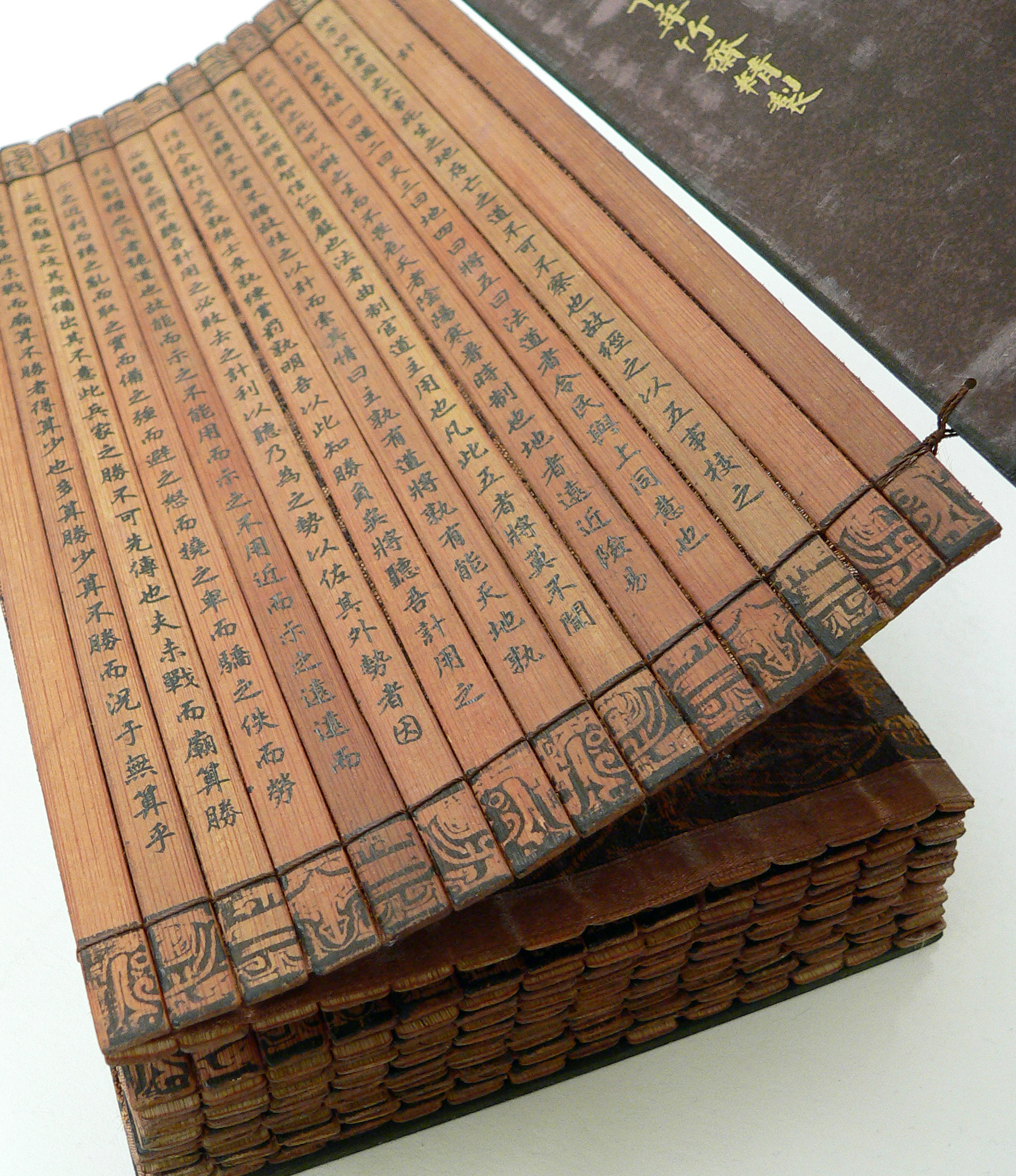
Một cuốn sách ghép bằng tre (bản chép lại của Binh pháp Tôn Tử) của Trung Quốc trong bộ sưu tập của Học viện California

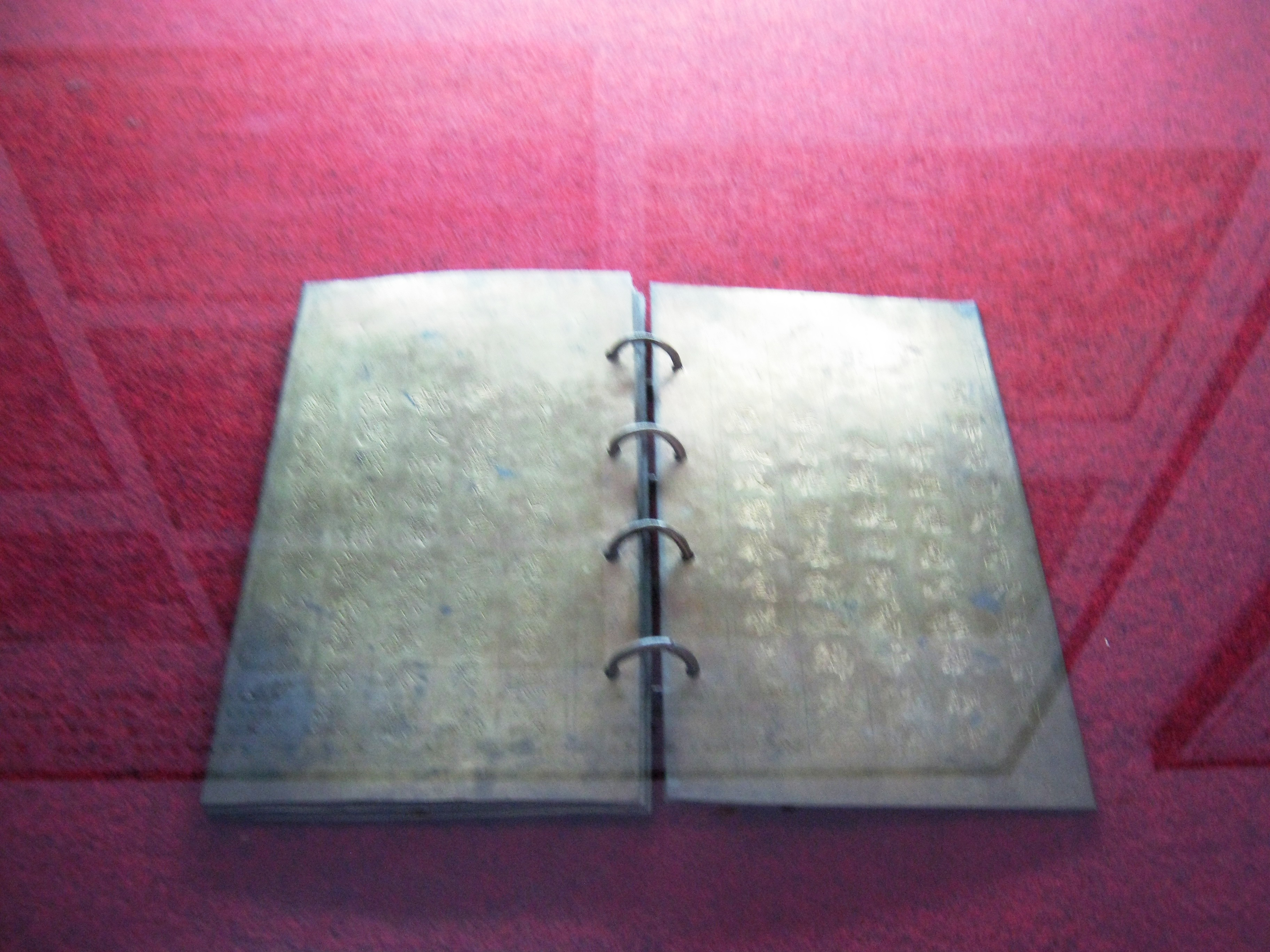
Sách đồng của vương triều nhà Nguyễn (thời vua Tự Đức - thế kỷ 19), đang được trưng bày trong Bảo tàng lịch sử Việt Nam tại Sài Gòn.

Sách (chữ Hán: 冊)  là một loạt các tờ giấy có chữ hoặc hình ảnh được viết tay hoặc in ấn, được buộc hoặc dán với nhau về cùng một phía. Mỗi mặt của một tờ trong các tờ này được gọi là một trang sách. Nếu sách chỉ bao gồm thông tin ở dạng điện tử được xem trên một thiết bị có màn hình thì được gọi là sách điện tử hoặc e-book.
Sách chứa đựng nhiều giá trị văn hóa tinh thần (các tác phẩm sáng tác hoặc tài liệu biên soạn) thuộc các hình thái ý thức xã hội và nghệ thuật khác nhau, được ghi lại dưới các dạng ngôn ngữ khác nhau (chữ viết, hình ảnh, âm thanh, ký hiệu,...) của các dân tộc khác nhau nhằm để lưu trữ, tích lũy, truyền bá trong xã hội.
Sách là một khái niệm mở, hình thức sách còn được thay đổi và cấu thành các dạng khác nhau theo các phương thức chế tác và nhân bản khác nhau, tùy thuộc vào môi trường sống và sự phát triển của khoa học công nghệ ở mỗi thời đại.
Sách có thể được bán ở các cửa hàng sách hoặc mượn tại thư viện. Google ước tính, tới năm 2010 đã có xấp xỉ 130 triệu tựa sách khác nhau đã được xuất bản. Ở một số nước phát triển, lượng sách giấy in ra đã thấp hơn lượng sách điện tử, mặc dù lượng sách điện tử bán ra đã giảm trong nửa đầu năm 2015.

## Lịch sử

### Thời cổ đại
Trong thời kỳ Ai Cập cổ đại, giấy cói đã được sử dụng để viết chữ, có thể cùng thời với triều đại đầu tiên của người Ai Cập cổ đại, nhưng các chứng cớ có được chính thức là các sách của vua Neferirkare Kakai của triều đại thứ năm (vào khoảng 2.400 năm trước Công nguyên. Các tờ giấy cói Châu Á là loại đã chiếm ưu thế trong các sách của Hy Lạp cổ đại - chất liệu cói/da khiến cho giấy cuộn bền hơn rất nhiều so với các loại giấy hiện nay, La Mã cổ đại, cổ Trung Hoa và văn minh Hebrew tận đến khi loại sách chép tay (the codex) bắt đầu chiếm lĩnh.
Khi hệ thống chữ viết được con người tạo ra trong các nền văn minh cổ đại, một loạt các đối tượng, như đá, đất sét, vỏ cây, kim loại được dùng để lưu lại chữ viết. Nghiên cứu những đối tượng chữ viết trên là một phần quan trọng của lịch sử (tiếng Anh: epigraphy). Chữ viết theo trật tự ABC xuất hiện đầu tiên ở Ai Cập. Người Ai Cập cổ đại thường viết trên giấy cói, một loại cây mọc dọc theo sông Nile. Lúc đầu các từ không được chia tách rời nhau (scriptura continua) và không có dấu chấm câu. Văn bản được viết từ phải sang trái, trái sang phải, hoặc thậm chí mỗi dòng được viết theo chiều khác nhau. Thuật ngữ cho việc viết mỗi dòng theo chiều khác nhau được gọi là boustrophedon, có nghĩa đen là quay-trâu vì lối viết này tương tự cách người nông dân quay đầu trâu khi đi hết một đầu của luống cày.

#### Sách tấm
Sách tấm có thể được định nghĩa là một phương tiện lưu trữ chữ viết chắc chắn, dùng để mang đi dễ dàng.
Các tấm đất sét bị san phẳng và được phơi khô có thể dễ dàng mang theo người, với một cây bút stylus để vạch lên đất sét đi kèm (có thể được nhúng nước). Chúng được sử dụng như một phương tiện lưu trữ văn bản, đặc biệt là cho các văn bản dạng chữ hình nêm, trong suốt thời đại đồ đồng và một thời gian dài của thời đại đồ sắt.
Các tấm sáp là những mảnh gỗ phủ một lớp sáp đủ dày để có thể lưu lại những gì bút stylus đã viết lên. Chúng là những thiết bị lưu trữ văn bản thông thường trong các trường học, kế toán, và dùng để ghi chú. Các tấm sáp có lợi thế là có thể tái sử dụng: sáp có thể nấu chảy và phủ lại mặt gỗ thành một tấm sáp mới. Phong tục buộc nhiều tấm sáp lại với nhau (tiếng La Mã: pugillares) có thể là bước khởi đầu cho một cuốn sách thời hiện đại. Từ nguyên cho từ codex (khối gỗ) cũng cho thấy nó có lẽ đã phát triển từ các tấm sách sáp phủ trên gỗ.

#### Giấy cuộn

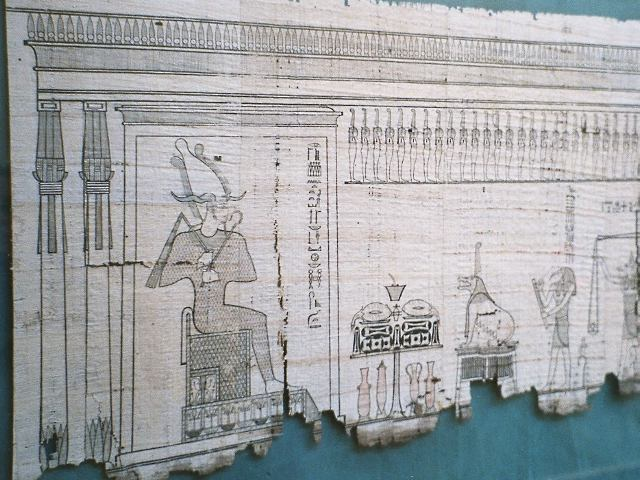
Giấy lau sậy Ai Cập cho thấy hình vẽ thần Osiris và việc cân nặng trái tim.

Giấy cói, một chất liệu dày giống như giấy được làm bằng cách dệt các cành của cây cói, sau đó đập dẹp các tấm dệt bằng búa, đã được sử dụng để ghi lại chữ viết trong thời kỳ Ai Cập cổ đại, có lẽ sớm nhất là vào Triều đại thứ nhất, mặc dù bằng chứng đầu tiên là từ các sổ sách kế toán của vua Nefertiti Kakai ở triều đại thứ năm (khoảng 2400 TCN). Các tờ giấy cói được dán lại với nhau để tạo thành một cuộn giấy. Các loại vỏ cây như chi đoạn và các vật liệu khác cũng được sử dụng.
Theo Herodotus (History 5:58), người Phoenicia đã chuyển giao chữ viết và giấy cói cho Hy Lạp vào khoảng thế kỷ thứ 10 hoặc thứ 9 TCN. Từ Hy Lạp cho giấy cói với tư cách là một tài liệu lưu trữ chữ viết (biblion) và sách (biblos) đến từ tên của thành phố Byblos của người Phoenicia, tại đó giấy cói được xuất khẩu sang Hy Lạp. Từ ngôn ngữ Hy Lạp, chúng ta cũng có từ tome (tiếng Hy Lạp: τόμος), mà ban đầu có nghĩa là một lát hoặc mảnh và từ đó bắt đầu để biểu thị "một cuộn giấy cói". Tomus được sử dụng bởi người La Mã với cùng một ý nghĩa như volumen (xem giải thích của Isidore of Seville ở dưới).
Dù là làm từ giấy cói, giấy giả da, hoặc giấy, các cuộn giấy là hình thức phổ biến nhất của sách tại các nền văn hóa Hy Lạp, La Mã, Trung Quốc, Hebrew, và Macedonia. Các hình thức định dạng sách codex hiện đại đã rất phổ biến trong thế giới La Mã vào cuối thời kỳ cổ đại, nhưng các định dạng giấy cuộn còn tồn tại một thời gian dài hơn nữa ở châu Á.

#### Codex

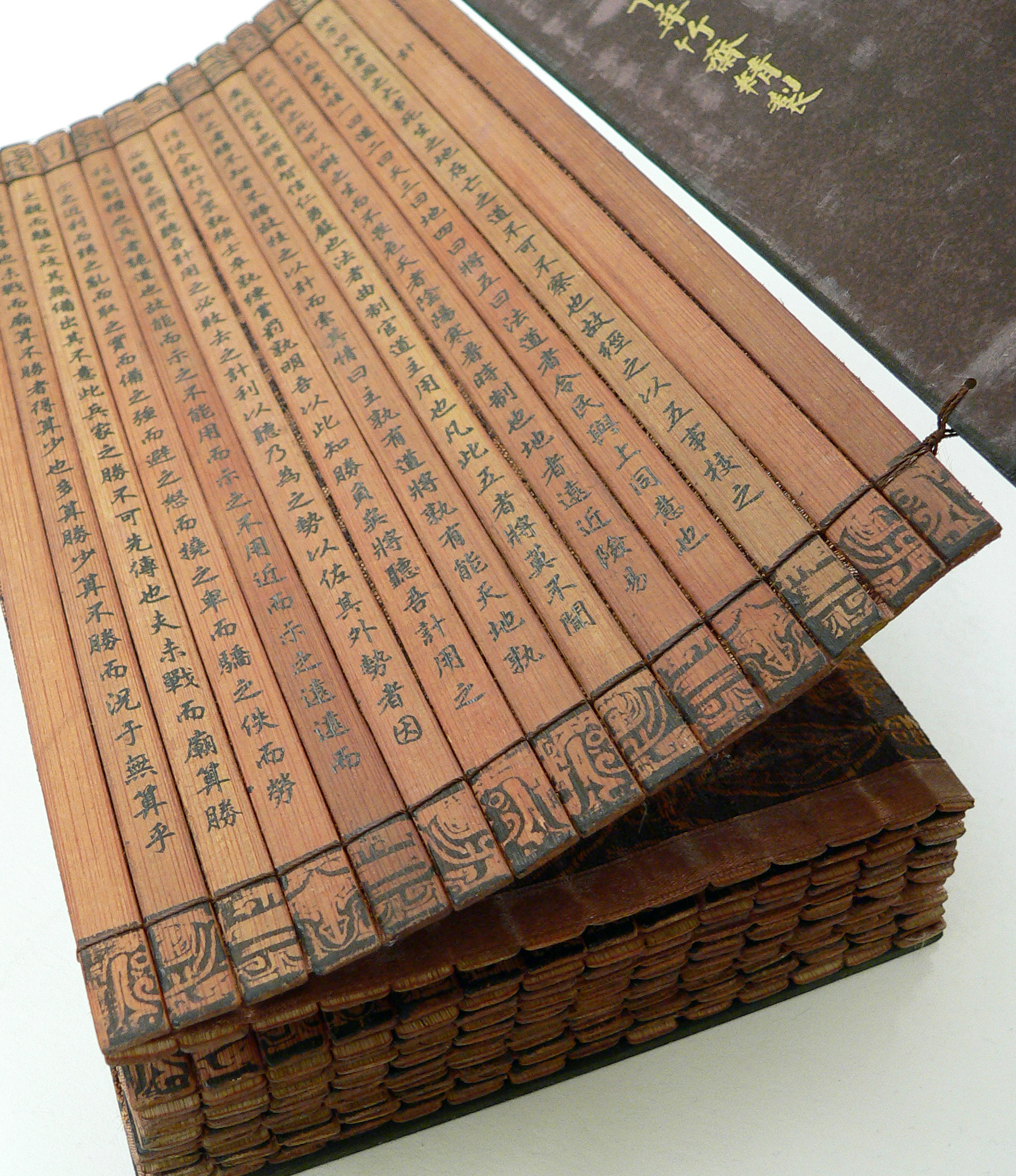
Một cuốn sách thẻ tre của Trung Quốc đạt chuẩn Codex

Isiđơrô thành Seville (mất năm 636) giải thích mối quan hệ hiện tại khi đó giữa codex, sách và giấy cuộn trong Etymologiae của ông (VI.13):. "Một codex gồm nhiều cuốn sách, một cuốn sách là một cuộn giấy. Nó được gọi là codex bằng cách ẩn dụ từ những thân cây (codex) của cây hoặc dây leo, như thể nó là một khối gỗ, bởi vì nó có chứa trong nó vô số các cuốn sách, như thể sách là các nhánh cây".
Một codex (theo nghĩa hiện đại) là kho lưu trữ thông tin đầu tiên mà con người hiện đại có thể nhận ra như là một "cuốn sách": hàng loạt giấy với kích cỡ đồng đều được buộc dọc theo một cạnh, và thường được kẹp giữa hai tấm bìa làm bằng các tài liệu cứng/dai hơn. Việc đề cập đến codex lần đầu như một cuốn sách là từ Martial, trong cuốn Apophoreta CLXXXIV của ông vào thời điểm cuối thế kỷ thứ nhất, khi ông khen ngợi sự nhỏ gọn của nó. Tuy nhiên, codex không bao giờ được phổ biến trong thế giới Hellenistic ngoại giáo, và chỉ trong các cộng đồng Kitô giáo nó mới được sử dụng rộng rãi.
Sự thay đổi này xảy ra dần dần trong suốt thế kỷ thứ 3 và thứ 4, và lý do cho việc áp dụng hình thức codex cho sách bao gồm: định dạng này kinh tế hơn, vì cả hai bên của vật liệu chứa văn bản đều có thể được sử dụng; nó có thể mang đi được, tìm kiếm được, và dễ dàng che giấu. Một cuốn sách codex đọc dễ hơn, dễ tìm kiếm một trang nào đó mà bạn muốn, và lật trang cũng dễ hơn. Một cuộn sách giấy khá khó khăn khi sử dụng. Các tác giả Kitô giáo cũng có thể đã muốn phân biệt các tác phẩm của họ với các tác phẩm ngoại giáo và văn bản Do Thái được viết trên những cuộn giấy cói. Ngoài ra, một số sách kim loại đã được làm ra, với các trang nhỏ hơn bằng kim loại, thay vì một cuộn kim loại dài và cứng nhắc. Một cuốn sách cũng có thể dễ dàng lưu trữ ở những nơi nhỏ gọn hơn, hoặc đặt bên cạnh nhau trong một thư viện nhỏ hoặc kệ sách với không gian chật hẹp.

#### Sách chép

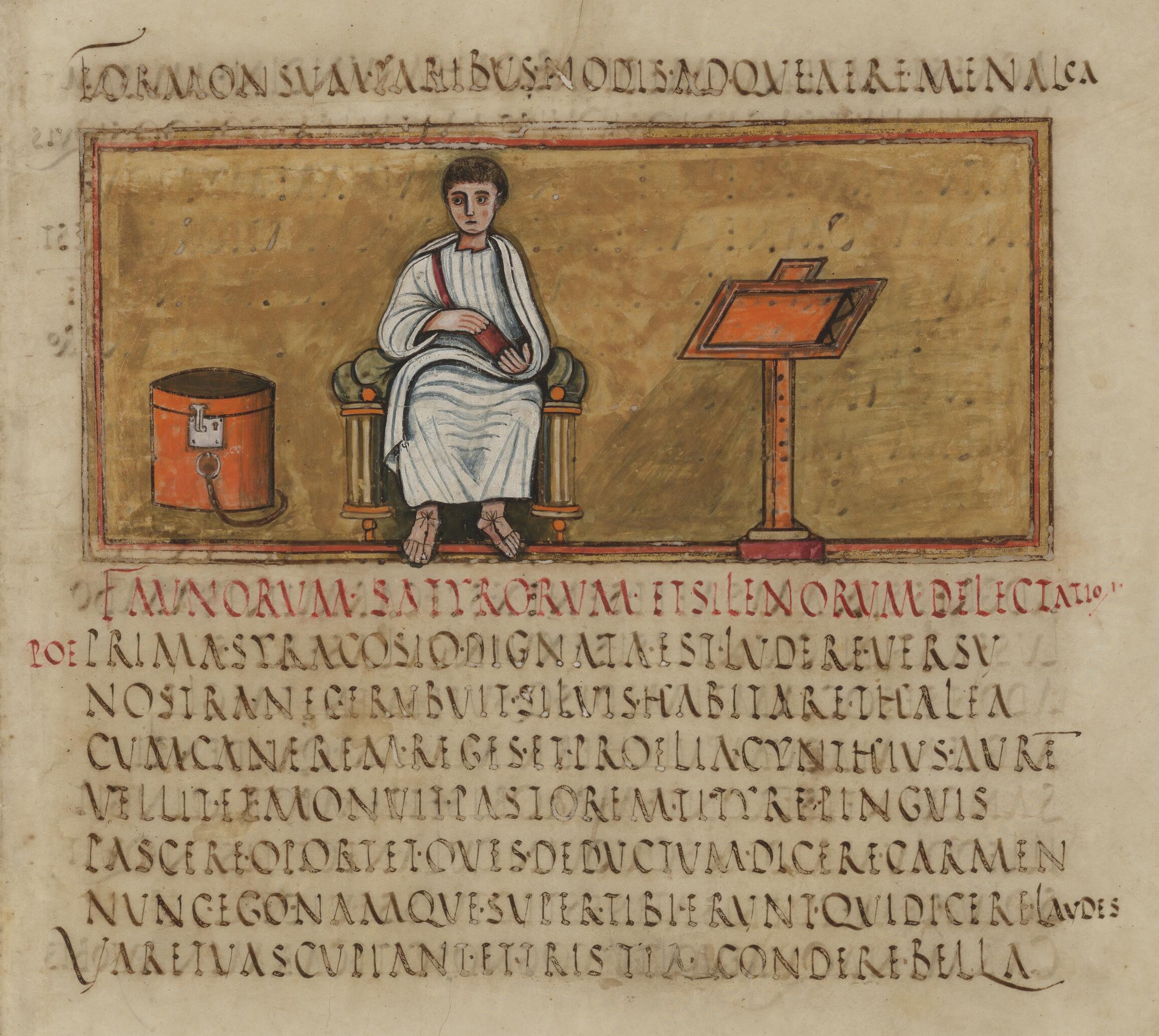
Folio 14 recto của Vergilius Romanus trong thế kỷ thứ 5 chứa một bức chân dung của tác giả Virgil. Chú ý kệ sách (capsa), cho phép
đọc đứng và các chữ viết mà không có khoảng cách giữa các chữ in hoa mộc mạc.

Sự sụp đổ của Đế quốc La Mã trong thế kỷ thứ 5 chứng kiến sự suy giảm của nền văn minh La Mã cổ đại. Giấy cói trở nên khan hiếm do thiếu giao thương với Ai Cập, và giấy giả da, vốn được sử dụng trong nhiều thế kỷ trước đó, đã trở thành vật liệu chính để viết.
Các tu viện theo truyền thống viết chữ La-tinh ở Đế quốc Tây La Mã. Cassiodorus trong tu viện Vivarium (được thành lập khoảng 540), đã nhấn mạnh tầm quan trọng của việc sao chép văn bản. St. Benedict thành Nursia, trong tác phẩm Rule of Saint Benedict (hoàn thành vào khoảng giữa thế kỷ thứ 6) cũng cổ vũ việc đọc sách. Cuốn Rule of Saint Benedict (Chương XLVIII), yêu cầu dành thời gian nhất định để đọc sách, đã ảnh hưởng rất nhiều đến văn hóa tu viện của thời Trung Cổ và là một trong những lý do tại sao các giáo sĩ là những độc giả chủ yếu của sách. Các truyền thống và phong cách của Đế chế La Mã vẫn chiếm ưu thế, nhưng dần dần văn hóa sách đặc trưng của thời Trung Cổ nổi lên.
Trước khi có phát minh và áp dụng đại trà kỹ thuật in ấn, gần như tất cả các sách đã được sao chép bằng tay, khiến sách rất đắt tiền và tương đối hiếm. Tu viện nhỏ thường chỉ có vài chục cuốn sách, tu viện vừa có thể có một vài trăm cuốn. Đến thế kỷ thứ 9, các bộ sưu tập sách lớn có được trên 500 cuốn và thậm chí vào cuối thời Trung Cổ, các thư viện của giáo hoàng tại Avignon và thư viện Paris tại Sorbonne chỉ có khoảng 2.000 cuốn sách.

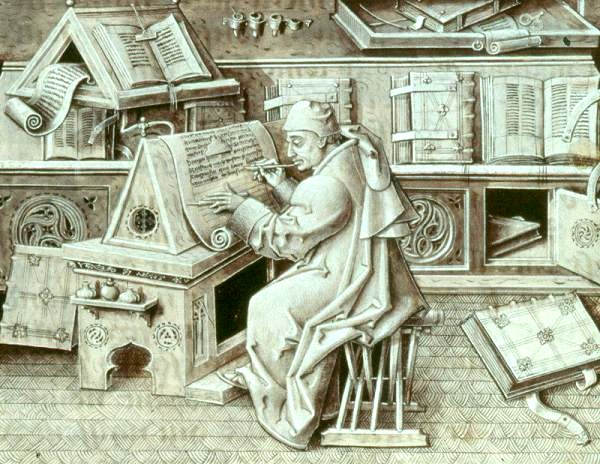
Tác giả người Burgundy và người ghi chép Jean Miélot, ảnh chụp từ tác phẩm Miracles de Notre Dame của chính ông, thế kỷ 15.

Các phòng chép sách của tu viện thường được đặt trong phòng họp. Anh sáng nhân tạo đã bị cấm vì người ta lo ngại nó có thể làm hỏng các bản thảo. Có năm loại người liên quan đến việc chép sách:
- Calligraphers, người sản xuất sách chất lượng cao
- Copyists, người chép sách và thư từ đơn giản
- Correctors, người thu thập và so sánh một cuốn sách hoàn chỉnh với bản thảo gốc của tác giả
- Illuminators, người vẽ tranh minh họa
- Rubricators, người vẽ các chữ lớn đầu mục màu đỏ.
Quá trình đóng sách dài và rất mất thời gian. Các tờ giấy da phải được chuẩn bị trước, sau đó các trang viết rời được sắp xếp đúng thứ tự và buộc lại với nhau, sau đó văn bản được người ghi chép sao lại, với các khoảng trống để chừa chỗ cho tranh minh hoạ và tô đỏ các đoạn cần nhấn mạnh. Cuối cùng, cuốn sách được những thợ đóng sách đóng lại.[15]

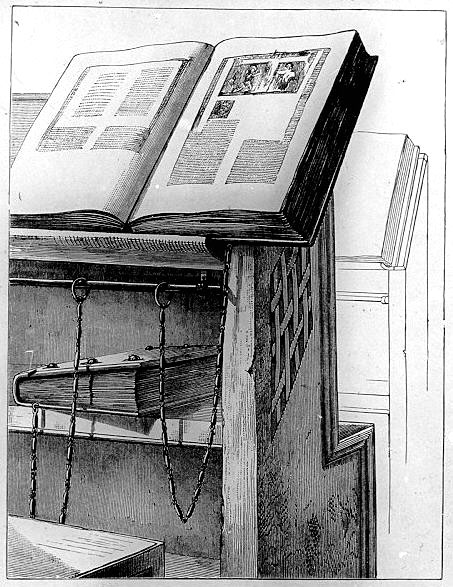
Bàn với dây xích buộc sách ở thư viện Malatestiana tại Cesena, Ý.

Các loại mực khác nhau đã được biết đến từ thời cổ đại. Chúng thường được tạo thành từ bồ hóng và nhựa cây, và sau này từ hạt mật và sunfat sắt. Các thành phần này tạo ra cho chữ viết một màu đen nâu, nhưng màu đen hoặc nâu không phải là các màu duy nhất được sử dụng. Có những văn bản viết bằng màu đỏ hoặc thậm chí màu vàng, và các tranh minh họa đã được vẽ các màu khác nhau. Đối với bản thảo rất sang trọng toàn bộ giấy da có màu tím, và chữ viết trên giấy da đó đều được viết bằng nhũ vàng hay bạc (ví dụ, Codex argenteus).
Các tu sĩ Ireland đã phát minh ra cách viết dấu cách giữa các từ trong thế kỷ thứ 7. Điều này khiến việc đọc sách dễ dàng hơn, vì những tu sĩ này thường ít quen thuộc với tiếng Latin. Tuy nhiên, việc sử dụng dấu cách giữa các từ không trở thành phổ biến cho đến tận thế kỷ thứ 12. Có lập luận cho rằng việc sử dụng các khoảng trống giữa các từ cho thấy sự chuyển đổi từ việc đọc sách to thành tiếng chuyển sang đọc sách thầm trong não.
Những cuốn sách đầu tiên dùng da lợn hoặc da cừu để viết. Bìa cuốn sách được làm bằng gỗ và được phủ da. Bởi vì giấy da khi khô có xu hướng phục hồi hình dạng nó đã có trước khi chế biến, những cuốn sách được trang bị với các clip hoặc dây đai để giữ cho trang sách được thẳng. Trong thời Trung Cổ sau đó, khi các thư viện công cộng xuất hiện cho đến thế kỷ thứ 18, sách thường bị xích vào một kệ sách hoặc bàn để ngăn chặn việc trộm cắp. Những cuốn sách bị xích đó được gọi là libri catenati.
Lúc đầu, các cuốn sách đã được sao chép hầu hết là trong các tu viện, tại một thời điểm chỉ sao chép được một cuốn. Với sự phát triển của các trường đại học trong thế kỷ 13, nền văn hóa chép sách dẫn đến sự gia tăng nhu cầu về sách, và một hệ thống mới để sao chép sách đã xuất hiện. Những cuốn sách được chia thành các trang không ràng buộc (pecia) và được giao cho các thợ chép sách khác nhau, vì thế tốc độ sao chép một cuốn sách đã được tăng lên đáng kể. Hệ thống này được các phường hội văn phòng phẩm thời đó duy trì, với việc sao chép các cuốn sách tôn giáo và phi tôn giáo.
Do Thái giáo đã giữ nghệ thuật sao chép sách duy trì cho đến ngày nay. Theo truyền thống Do Thái, cuốn giấy cuộn Torah đặt trong các Hội đường Do Thái giáo phải được viết bằng tay trên giấy da. Một cuốn sách in sẽ không được tính, mặc dù các Hội đường có thể sử dụng cuốn sách cầu nguyện được in ấn và bản in của Thánh Kinh được sử dụng để nghiên cứu bên ngoài Hội đường. Một người sao chép sách Torah (sofer) là một thành viên có uy tín của bất kỳ cộng đồng người Do Thái nào.

#### Trung Đông
Người dân nhiều tôn giáo (Do Thái giáo, Kitô giáo, Hỏa giáo, Hồi giáo) và người dân tộc bản địa (Syria, Coptic, Ba Tư, Ả Rập, v.v...) ở Trung Đông cũng sản xuất và đóng sách trong thời đại vàng của Hồi giáo (từ thế kỷ thứ 8 đến năm 1258). Họ phát triển các kỹ thuật tiên tiến trong thư pháp Hồi giáo, xây dựng tiểu cảnh và đóng sách. Một số thành phố trong thế giới Hồi giáo thời Trung Cổ đã có các trung tâm sản xuất sách và các chợ sách. Yaqubi (mất năm 897) cho biết, trong thời đại ông sống Baghdad đã có hơn một trăm nhà sách. Các cửa hàng sách thường nằm xung quanh nhà thờ Hồi giáo chính của thị trấn  như ở Marrakesh, Morocco, có một con phố tên là Kutubiyyin nghĩa là bán sách và nhà thờ nổi tiếng Koutoubia Mosque được đặt tên như vậy vì nó ở giữa con phố này.
Thế giới Hồi giáo thời Trung cổ cũng sử dụng một phương pháp sao chép sách đáng tin cậy với số lượng lớn bản sao được gọi là đọc kiểm tra, trái ngược với phương pháp truyền thống của một người ghi chép đơn chỉ sản xuất được một bản sao của một cuốn sách. Trong phương pháp đọc kiểm tra, chỉ có "tác giả có thể tạo ra các bản sao, và điều này đã được thực hiện trong một sự kiện công cộng, tại đó người sao chép sách đọc to các nội dung bản sao trong sự hiện diện của tác giả, sau đó tác giả xác nhận bản sao là chính xác." Với hệ thống đọc kiểm tra sách này, "một tác giả có thể sản xuất ra hàng chục hoặc nhiều bản sao hơn từ một lần đọc duy nhất," và với hai hoặc nhiều lần đọc "hơn một trăm bản sao của một cuốn sách duy nhất có thể dễ dàng được tạo ra."
Bằng cách sử dụng giấy làm tài liệu lưu trữ chữ viết tương đối rẻ thay vì da lợn hay giấy cói của người Hồi giáo, theo lời của Pedersen "đã thực hiện một cuộc cách mạng có ý nghĩa rất quan trọng không chỉ đối với lịch sử của sách Hồi giáo, mà còn cho toàn thế giới sách"

#### In khắc gỗ
Trong phương pháp in khắc gỗ, một hình ảnh ngược của toàn bộ trang được khắc vào các khối gỗ, sau đó khối gỗ được lăn mực và được sử dụng để in các bản sao của trang đó. Phương pháp này có nguồn gốc từ Trung Quốc, thời nhà Hán (trước năm 220), như một phương pháp in ấn lên vải và sau này là giấy. Phương pháp này được sử dụng rộng rãi trong vùng Đông Á. Cuốn sách lâu đời nhất được in bằng phương pháp này là cuốn Kinh Kim Cương (năm 868).
Phương pháp này (gọi là khắc gỗ khi áp dụng vào nghệ thuật) phổ biến đến châu Âu trong những năm đầu thế kỷ 14. Sách (được gọi là khối sách-blockbooks), cũng như các quân bài và các hình tượng tôn giáo, bắt đầu được in bằng phương pháp này. Việc tạo ra toàn bộ một cuốn sách là một quá trình khó nhọc, đòi hỏi một bản khắc bằng tay cho từng trang và các khối gỗ có xu hướng bị nứt nếu giữ trong thời gian dài. Các tu sĩ hoặc những người thợ chuyên khắc bản gỗ được trả lương cao.

#### Con chữ thay đổi được và các bản in đầu tiên

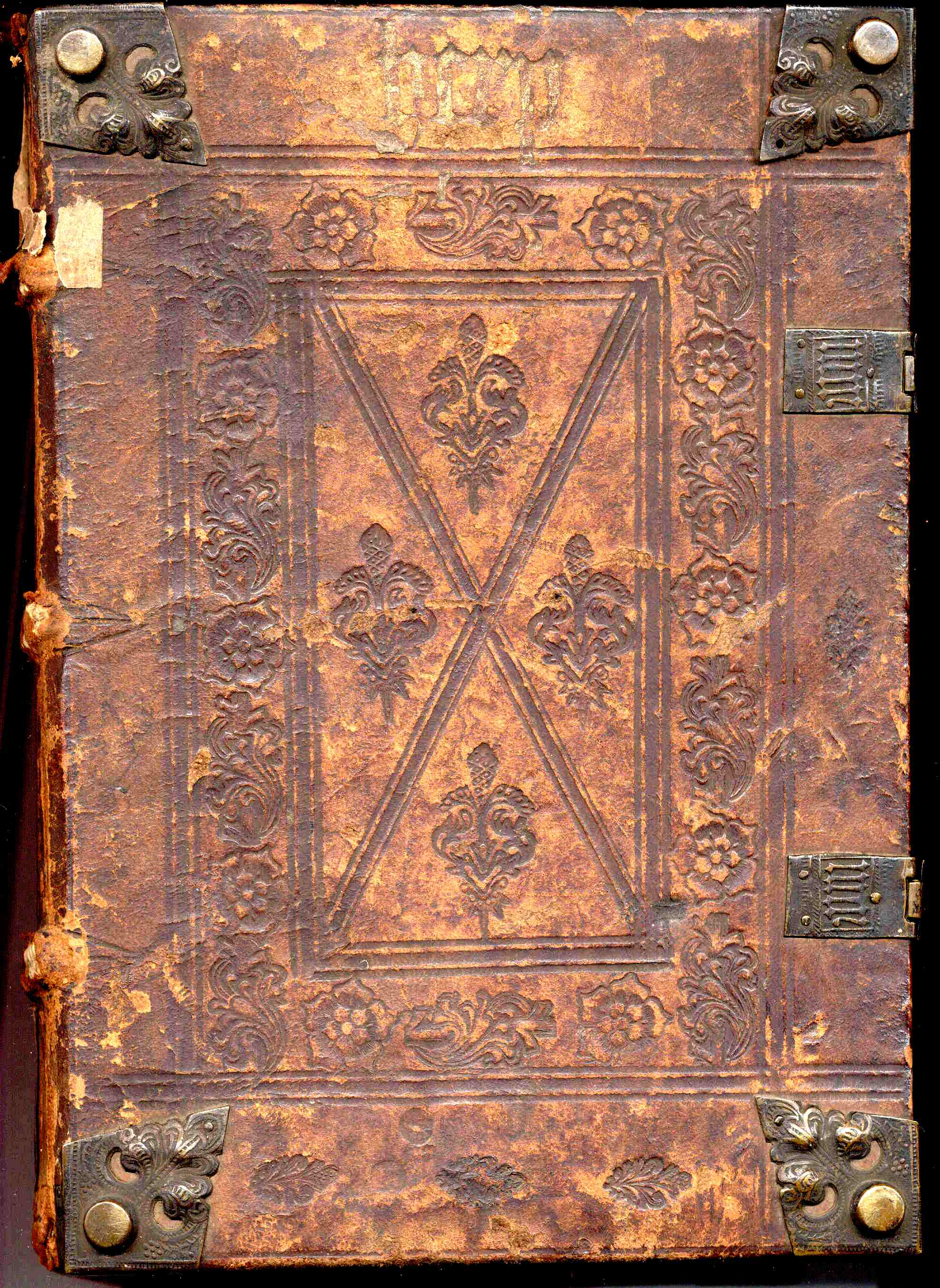
Một cuốn sách thế kỷ 15 kiểu Incunable. Chú ý gáy sách buộc đóng, góc sách được đóng đinh và các tấm kẹp trên bìa sách.

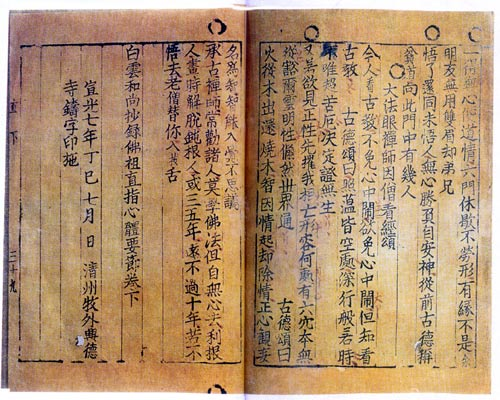
"Tuyển tập lời dạy của các cao tăng Phật giáo" - cuốn sách cổ nhất được in với kỹ thuật dùng các con chữ thay đổi được, 1377. Thư viện Quốc gia Pháp.

Nhà phát minh người Trung Quốc Tất Thăng đã phát minh ra cách in dùng các con chữ di động bằng đất nung khoảng năm 1045, nhưng không có cuốn sách nào do ông làm ra còn đến ngày nay. Khoảng năm 1450, Johannes Gutenberg phát minh độc lập ra cách in ấn dùng con chữ di động ở châu Âu, cùng với những đổi mới trong việc đúc các con chữ dựa trên một ma trận và bằng tay. Sáng chế này dần dần làm sách được sản xuất với giá thành rẻ hơn, và do vậy được phổ biến rộng rãi hơn.
Các sách in thời kỳ đầu, với các trang đơn và hình ảnh được in ra trước năm 1501 ở châu Âu được gọi là incunables hoặc incunabula. "Một người đàn ông sinh năm 1453, năm thành trì Constantinople sụp đổ, có thể nhìn lại từ năm thứ năm mươi của mình trên đời, trong đó khoảng tám triệu cuốn sách đã được in, có lẽ nhiều hơn so với số sách tất cả các người chép sách của châu Âu tạo ra kể từ khi Constantine thành lập thành phố của mình vào năm 330."

### Thời cận hiện đại
Máy in chạy bằng động cơ hơi nước trở nên phổ biến trong những năm đầu thế kỷ 19. Những máy in này có thể in 1.100 tờ mỗi giờ, nhưng mỗi công nhân chỉ có thể sắp được 2.000 chữ mỗi giờ.
Máy sắp chữ đơn dòng và đa dòng đã được phát minh vào cuối thế kỷ thứ 19. Với các máy này có thể sắp hơn 6.000 con chữ mỗi giờ và sắp cả một dòng toàn bộ các con chữ cùng một lúc.
Sau thế kỷ 19 con người tập trung vào việc nâng cao công nghệ in ấn và các điều kiện cho tự do báo chí thông qua việc nới lỏng dần các luật kiểm duyệt gắt gao. Xem thêm sở hữu trí tuệ, phạm vi công cộng, và quyền tác giả. Trong giữa thế kỷ 20, công nghiệp xuất bản sách châu Âu đã tạo ra hơn 200.000 cuốn sách mỗi năm.

## Sản xuất sách trong thời hiện đại

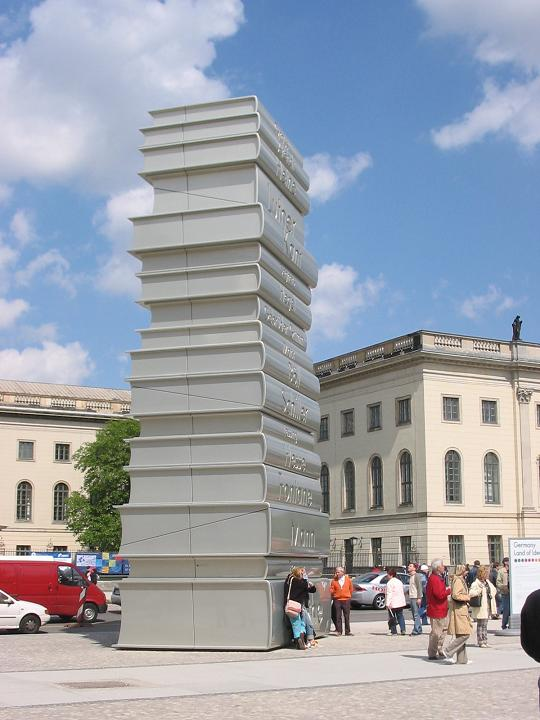
Tượng những cuốn sách đặt tại Berlin năm 2006, nhân dịp Giải vô địch bóng đá thế giới 2006

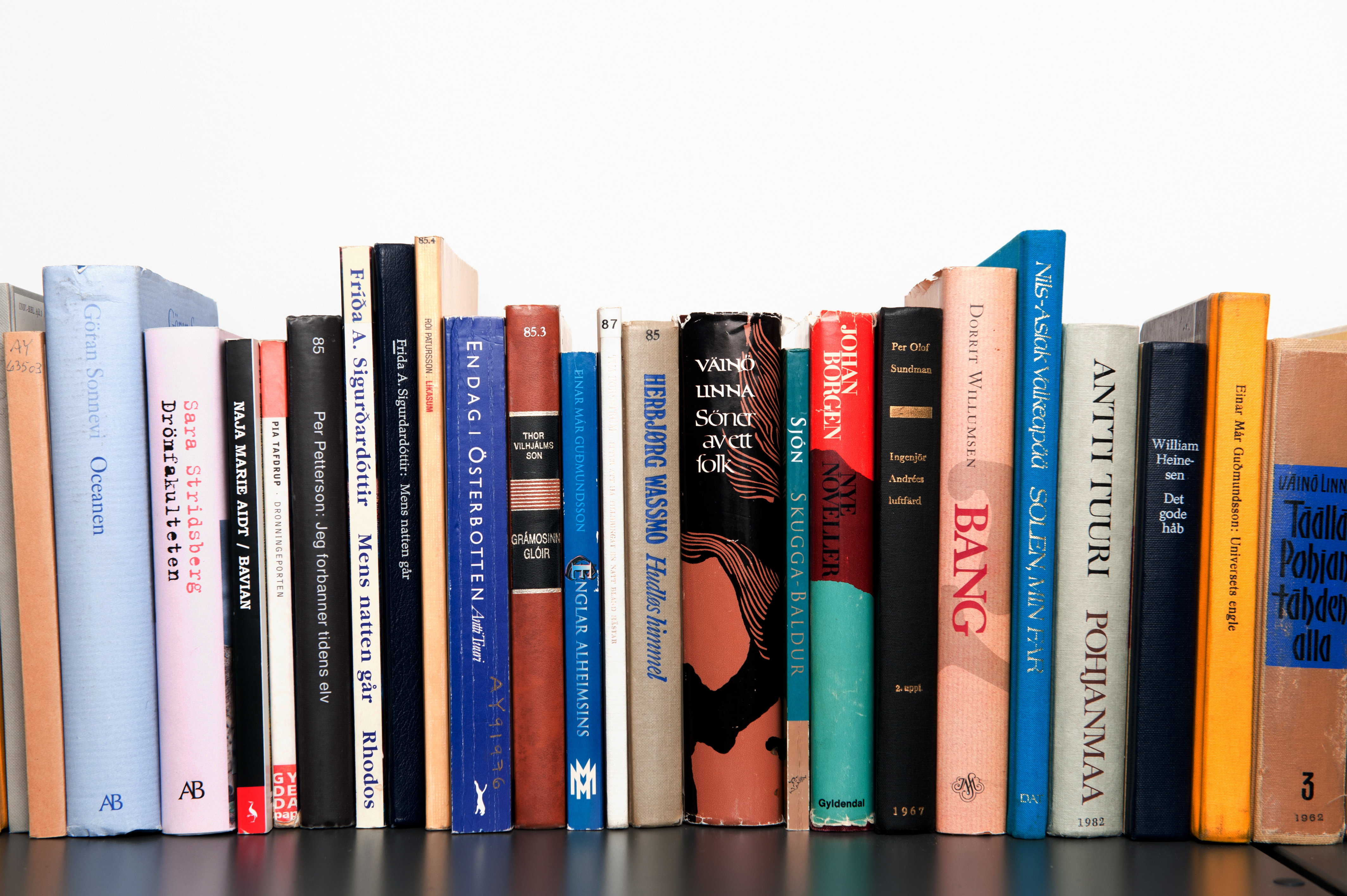
Gáy sách là một khía cạnh quan trọng trong thiết kế cuốn sách, đặc biệt là trong việc thiết kế bìa. Khi cuốn sách được xếp chồng lên nhau hoặc được đặt trên một kệ sách, các chi tiết trên gáy sách là những gì duy nhất được người xem nhìn thấy có chứa các thông tin về cuốn sách. Trong các cửa hàng, các chi tiết trên gáy sách là điều đầu tiên thu hút sự chú ý của người mua.

Các phương pháp được sử dụng cho in ấn và đóng gáy của cuốn sách về cơ bản là không thay đổi từ thế kỷ 15 cho tới những năm đầu thế kỷ 20. Trong khi đã có nhiều thay đổi về mặt cơ giới, một cuốn sách do máy in vào năm 1900 có nhiều điểm chung với sách nguyên thủy do Gutenberg in.
Phát minh của Gutenberg là sử dụng các con chữ kim loại di chuyển được để lắp ráp thành các từ, các dòng, và trang; Sau đó dùng máy in chữ để tạo ra nhiều bản sao.
Sách giấy thời hiện đại được in trên giấy được đặc biệt thiết kế riêng cho việc in sách. Theo truyền thống, giấy in sách được làm trắng hay làm trắng hạn chế (để đọc dễ dàng hơn), được làm mờ đục để người xem không nhìn thấy chữ ở mặt giấy bên kia, và thường được quy chuẩn về độ dày đặc biệt là đối với trường hợp sách đóng gáy. Các loại giấy với phẩm chất khác nhau được sử dụng tùy thuộc vào loại của cuốn sách.
Ngày nay, phần lớn cuốn sách được in bằng phương pháp in offset. Khi một cuốn sách được in những trang này được đặt ra trên một mặt phẳng. Sau khi in sẽ đến công đoạn gấp các trang lại theo đúng trình tự. Hầu hết sách được in ra theo một vài kích cỡ tiêu chuẩn. Các kích thước của cuốn sách thường được quy định là "kích thước đã cắt": kích thước của trang sau khi giấy đã được gấp lại và cắt. Chuẩn kích cỡ này là kết quả của kích cỡ giấy (kích cỡ của máy in), trở thành phổ biến từ 200 hoặc 300 năm trước, và đã trở thành chuẩn mực trong nghề in. Kích cỡ chuẩn sách in của Anh đã trở thành chuẩn trên khắp thế giới nói tiếng Anh, ngoại trừ Mỹ. Ngành công nghiệp sản xuất sách tại châu Âu sử dụng các tiêu chuẩn khác hoàn toàn.

### Quy trình in sách ngày nay

Bìa sách

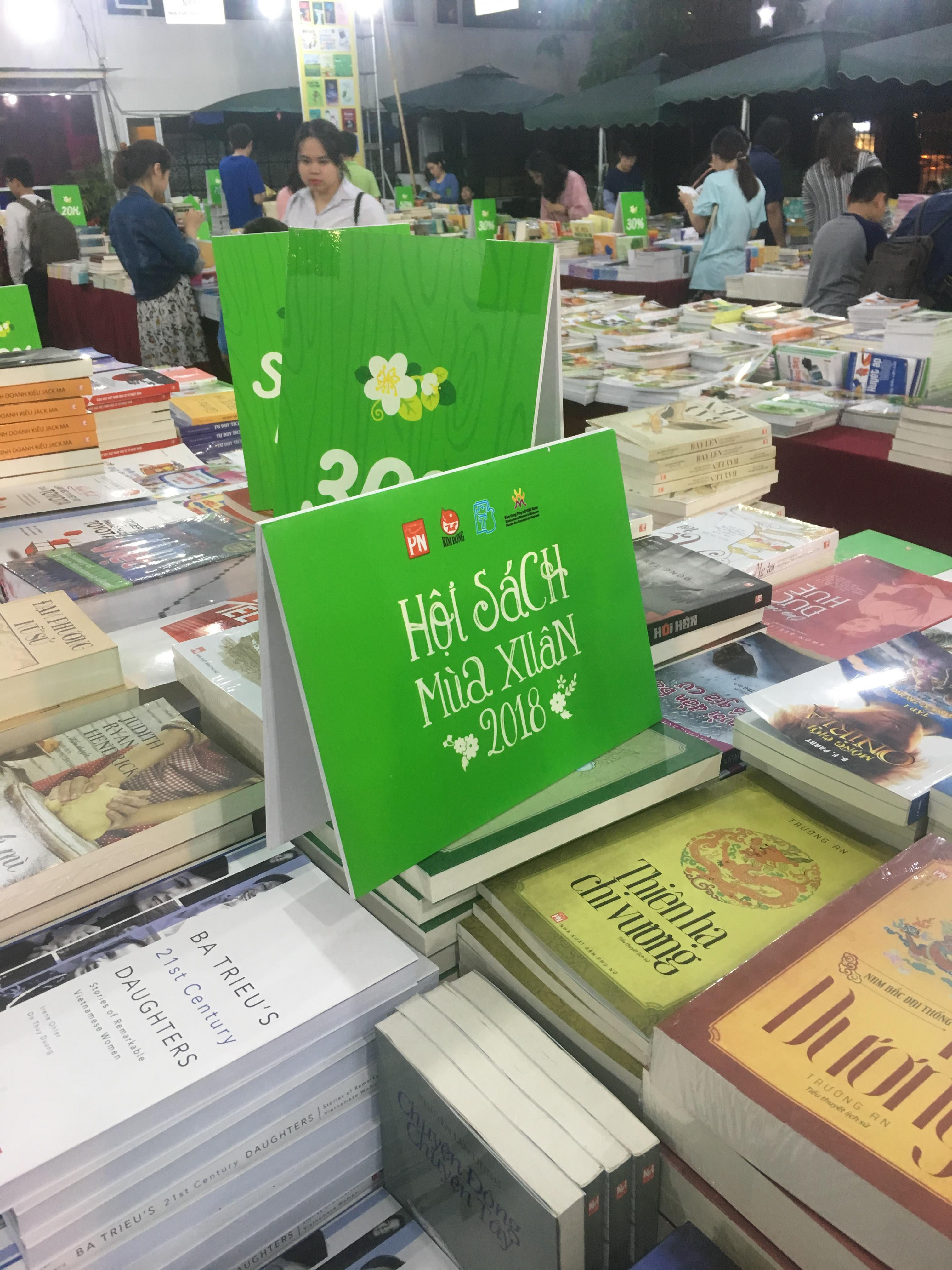
Hội sách Xuân

Một số sách đặc biệt là những sách được in ít bản hơn sẽ được in trên máy in ép offset từng trang, nhưng hầu hết các cuốn sách được in hiện nay sử dụng công nghệ ép giấy, với đầu vào là một cuộn giấy cuộn dài, và do đó có thể in nhiều bản trong một thời gian ngắn hơn. Trong dây chuyền công nghiệp, các "cuốn sách" đầy đủ được đặt cạnh nhau nhau thành một đống, các đống sách được ghép lại thành các đống lớn hơn.
Một máy in offset thực hiện việc gấp giấy, tạo ra hàng loạt các phần của sách sẵn sàng để đi vào các dây chuyền. Chú ý rằng khi cuốn sách được in nó được in một (hoặc hai) phần tại một thời gian, chứ không phải là in một cuốn sách hoàn chỉnh cùng lúc. Sách thường được in dư ra để sẵn sàng cho bất kỳ hư hỏng nào trong dây chuyền tiếp theo hoặc dùng làm trang thử nghiệm để đảm bảo chất lượng in.
Quá trình in thử là các công việc chuẩn bị được thợ in thực hiện để có được bản in đạt yêu cầu chất lượng ấn tượng. Bao gồm trong quy trình này là thời gian cần để gắn kết các tấm kẽm vào máy, làm sạch bất kỳ các sai sót từ các công đoạn trước đây, và đẩy tốc độ lên đến mức chuẩn. Ngay sau khi thợ in quyết định rằng nội dung in là đúng, tất cả các tờ in thử sẽ bị loại bỏ, và máy in sẽ bắt đầu in. Các quá trình chuẩn bị sẵn sàng như vậy cũng diễn ra trong dây chuyền gấp trang và đóng gói sách, mỗi dây chuyền này đều thực hiện làm dư ra một phần so với yêu cầu để phòng sai sót.
Sau khi các phần của sách được gấp lại và gom vào một chỗ, chúng được di chuyển vào chỗ đóng sách. Vào giữa thế kỷ trước vẫn còn nhiều công ty đóng sách thương mại - các công ty độc lập này không in sách mà chuyên đóng sách. Tại thời điểm đó, vì sự thống trị của in máy in chữ, việc sắp chữ và in sách được thực hiện tại một địa điểm, và đóng sách được thực hiện tại địa điểm khác. Khi các con chữ là kim loại, một cuốn sách chứa các con chữ khá cồng kềnh, dễ vỡ và nặng nề. Càng ít di chuyển nó thì càng tốt, nên in ấn được thực hiện cùng chỗ với nơi sắp chữ. Giấy đã in thì có thể dễ dàng di chuyển. Ngày nay, vì việc tự động hóa trong việc chuẩn bị in phát triển mạnh, phần việc sắp chữ trở nên dễ dàng, do các công ty ký hợp đồng riêng biệt làm việc cho các nhà xuất bản, nhà xuất bản, hay thậm chí là do chính tác giả thực hiện với các phần mềm soạn thảo. Quá trình sáp nhập công việc trong ngành công nghiệp sản xuất sách tăng lên, và một công ty đóng sách ngày nay thường lo việc in sách luôn (và ngược lại).

## Các loại sách
Sách có thể phân loại theo nhiều cách, như sách học, sách nghiên cứu, sách hướng dẫn, bách khoa toàn thư, sách khoa học, sách kinh tế, từ điển, nhật ký, bản thảo,...

## Các kho sách trực tuyến
- Online Books Page Danh sách trên 25.000 quyển sách bằng tiếng Anh miễn phí trực tuyến.
- Internet Public Library Một danh sách các sách internet không chỉ viết bằng tiếng Anh.
- Online Books Page list of archives:
- Dự án sách Gutenberg Lưu trữ ngày 3 tháng 4 năm 2004 tại Wayback Machine 19.000 quyển sách được đưa lên mỗi ngày.
- Libraries Australia - Các quyển sách trong hơn 800 thư viện của Úc
- Library of Congress catalog
- Thư viện quốc gia Việt Nam